# Les Latcham
Leslie Arnold Latcham (sinh ngày 22 tháng 12 năm 1942) là một cựu cầu thủ bóng đá chuyên nghiệp người Anh thi đấu ở vị trí hậu vệ. Ông có trận ra mắt trên sân khách trước Manchester United vào tháng 2 năm 1965 và trận thứ hai sau đó một tuần ở Cúp FA, lại trước Manchester United, đều tại Old Trafford. Ông có 178 lần ra sân cho Burnley.
Latcham thi đấu cho Burnley ở Inter-Cities Fairs Cup 1966-67, giúp câu lạc bộ vào tứ kết.